# Чулков, Геннадий Фролович
Генна́дий Фро́лович Чулко́в (28 июня 1937, Москва, СССР — 5 апреля 2018, там же, Россия) — советский и российский актёр, режиссёр, лауреат Государственной премии Российской Федерации (1999), заслуженный артист России (1993), народный артист России (2009).

## Биография
Геннадий Чулков окончил театральное училище имени М. С. Щепкина в 1959 году.
Его учителями были Константин Зубов, Вениамин Цыганков, Виктор Коршунов. Затем поступил в Первый Московский областной драматический театр, главным режиссёром которого был заслуженный деятель искусств С. А. Бенкендорф. В 1961 году Чулкова пригласили в Московский театр драмы и комедии, где главным режиссёром был А. К. Плотников. С марта 1962 года служил в армии, выступал в ансамбле песни и пляски Московского военного округа. В августе 1963 года закончил службу и вернулся в прежний театр, главным режиссёром которого через год стал Юрий Любимов. В июне 1965 года Геннадий Чулков покинул театр и перешёл в Гастрольный театр комедии. В 1967 году уехал в ГДР, выступал в театре Группы советских войск в Германии (Потсдам) (главный режиссёр — народный артист РСФСР И. Б. Шойхет). Затем вернулся на родину, в прежний театр, который стал называться Театром Комедии Росконцерта. 
С 1991 года — актёр Театра на Покровке.
Ярко проявил себя в этом театре, созданном режиссёром Сергеем Арцибашевым, стал заслуженным артистом Российской Федерации (1993), а затем — народным артистом. Государственную премию получил за роль Яичницы в спектакле «Женитьба» по пьесе Н. В. Гоголя. Премьера состоялась 23 февраля 1996 года в Марселе, в Москве первый спектакль был сыгран 9 апреля того же года. Геннадий Чулков снимался и в фильме-спектакле «Женитьба» (1997). Сыграл также в спектаклях «Три сестры» (1991, Чебутыкин), «Месяц в деревне» (1993, Афанасий Иванович Большинцов), «Ревизор» (1993, Артемий Филиппович Земляника), «Таланты и поклонники» (1994, князь Ираклий Стратоныч Дулебов), «Гамлет» (1997, Полоний), «Кабала святош» (1998, маркиз де Шарон, архиепископ города Парижа), «Старший сын» (2002, Сарафанов), «Феномены» (2004, Клягин), «На дне» (2005, Лука), «Горе от ума» (2006, Фамусов), «Дом на Фрунзенской» (2008, Виталий Андреевич Безносиков), «Дракон» (2009, Бургомистр), «О вреде табака…» (2011, Чубуков Степан Степанович, помещик), «Чичиков и К (Мёртвые души)» (2013, Собакевич, Бетрищев). Играя Яичницу, Сарафанова и Бургомистра, вольно или невольно соперничал с покойным Евгением Леоновым, исполнителем этих же ролей в экранизациях знаменитых пьес. Чулков был вторым режиссёром спектаклей «Заговор чувств» (по произведениям Юрия Олеши), «Таинственный незнакомец», «Василиса Прекрасная», «Мой бедный Марат», «Старший сын», «Феномены», поставил спектакли «Царевна-лягушка» и «По щучьему веленью…». «Царевна-лягушка» (по пьесе Галины Соколовой) остаётся в репертуаре до сих пор.
В конце своей жизни уже не играл в Театре на Покровке, но после его смерти на сайте театра была опубликована статья памяти Геннадия Чулкова.
Ещё в 1964 году Чулков дебютировал как киноактёр в историко-революционном фильме «Товарищ Арсений» Ивана Лукинского. И дальше сотрудничал с Лукинским — в фильмах последнего «Истоки» (1973), «Колыбельная для мужчин» (1976; этот фильм Иван Лукинский снимал совместно с Владимиром Златоустовским). Геннадий Чулков снимался в фильмах Михаила Козакова («Визит дамы», 1989), Леонида Марягина («Враг народа — Бухарин», 1990), Вадима Абдрашитова («Армавир», 1991). Советский боевик с его участием «В зоне особого внимания» (1977) режиссёра Андрея Малюкова смотрели 35 миллионов 400 тысяч зрителей. Много сотрудничал с молдавскими режиссёрами — Василе Брескану («Все улики против него», 1973; «Фаворит», 1976; «Эмиссар заграничного центра», 1979; «О возвращении забыть», 1985; «Деревянная пушка», 1987), Валериу Гажиу («По волчьему следу», 1976; «Тревожный рассвет», 1984; «Таинственный узник», 1986; «Коршуны добычей не делятся», 1988), Василием Паскару («Большая — малая война», 1980).
Последние годы снимался в телесериалах. Сыграл небольшую роль директора интерната в сериале «Ликвидация» Сергея Урсуляка (2007).
В 2017 году Геннадию Чулкову диагностировали рак желудка. Он умер после проведённой операции. Похоронен на Химкинском кладбище.

## Личная жизнь
Много лет, отметив золотую свадьбу, был женат на актрисе Татьяне Приемской. Она оставила сцену в 1987 году, занявшись воспитанием первого внука. Дочери — Варвара и Дарья.

## Фильмография
- 2017 — Лесник. Своя земля — Фадей
- 2013 — Бомбила-3 — Сула, хозяин игорного клуба
- 2007 — Ликвидация — директор интерната
- 2007 — Адвокат-3 — Тулин
- 2005 — Две судьбы-2. Голубая кровь
- 2005 — Адъютанты любви — граф Превер
- 2004—2013 — Кулагин и партнёры — эпизоды
- 2004 — Москва. Центральный округ-2 — Шульга
- 2004 — Долгое прощание — Модест Петрович
- 2003 — Желанная — отец погибшего подводника
- 2003 — Гололед — референт
- 2002 — Притяжение — Старый барин
- 1991 — Призрак — Курков, следователь районной прокуратуры
- 1991 — Армавир — Кокорин
- 1991 — Кодры (сериал) / Codrii — Хилтунен
- 1990 — Враг народа — Бухарин — Григорий Федорович Гринько
- 1989 — Визит дамы — радиокомментатор
- 1988 — Коршуны добычей не делятся / Corbii prada n-o împărt — Микулец
- 1986 — Таинственный узник — Шувалов
- 1985 — О возвращении забыть — боцман
- 1981 — Чёрный треугольник — Константин Феоктистович Прилетаев
- 1980 — Большая — малая война — Митя Бородин
- 1979 — Эмиссар заграничного центра / Emisarul serviciului secret — полковник Скуратов
- 1977 — В зоне особого внимания — подполковник, начальник разведки группы «северных»
- 1976 — Фаворит / Favoritul — «Сынок», бандит
- 1976 — Судьба барабанщика — «брат Шаляпина»
- 1976 — По волчьему следу — Михаил Матюхин
- 1976 — Колыбельная для мужчин — учитель
- 1974 — Все улики против него — Павел Иванович Чернов, представитель автозавода
- 1973 — Истоки — Константин Крупнов, летчик
- 1969 — Тайный след / Geheime Spuren (ГДР) — советский офицер
- 1967 — Каникулы в каменном веке (короткометражный)
- 1964 — Товарищ Арсений — Силантий